# El Salvador en los Juegos Olímpicos de Río de Janeiro 2016
El Salvador participó en los Juegos Olímpicos de Río de Janeiro 2016 con una delegación de ocho atletas que compitieron en seis disciplinas deportivas. Lilian Castro fue la abanderada en la ceremonia de apertura. Para El Salvador fue la undécima asistencia a la justa olímpica.

## Deportistas clasificados

### Atletismo
- Luis Alfonso López - 50 km Marcha.[1]
- Yessenia Miranda - 20 km Marcha.[2]

### Halterofilia
- Julio Salamanca - 62 kg.[3]

### Natación
- Marcelo Acosta - 200 m, 400 m y 1500 m estilo libre.[4]
- Rebeca Quinteros - 400 m estilo libre[5]

### Tiro
- Lilian Castro - 10 m pistola de aire.[6]

### Vela
- Enrique Arathoon - Láser.[7]

### Yudo
- Juan Diego Turcios - - 81 kg.[8]

## Resumen de resultados

### Actuaciones destacadas
- El nadador Marcelo Acosta logró récords regionales durante su participación en los Juegos Olímpicos. En los 400 m estilo libre su tiempo fue de 3:48,82, con el que estableció una nueva marca centroamericana. En dicho evento Acosta ganó su grupo clasificatorio pero no bastó para pasar a la final del evento. En tanto, en los 1500 m estilo libre su registro en la ronda preliminar fue de 15:08,17, que lo ubicó 22º en la tabla general, aunque impuso una nueva marca del área latinoamericana.[9][10]

### Atletismo
| Luis Alfonso López | 50 km Marcha | — | — | — | — | Descalificado | Descalificado | Descalificado | Descalificado |
| Yessenia Miranda   | 20 km Marcha | — | — | — | — | No terminó    | No terminó    | No terminó    | No terminó    |

### Tiro
| Atleta        | Evento               | Preliminares | Preliminares | Final     | Final     |
| Atleta        | Evento               | Puntos       | Pos.         | Puntos    | Pos.      |
| ------------- | -------------------- | ------------ | ------------ | --------- | --------- |
| Lilian Castro | 10 m pistola de aire | 366          | 44           | No avanzó | No avanzó |

### Halterofilia
| Atleta          | Evento | Snatch    | Snatch | Clean & Jerk | Clean & Jerk | Total  | Puesto |
| Atleta          | Evento | Resultado | Puesto | Resultado    | Puesto       | Total  | Puesto |
| --------------- | ------ | --------- | ------ | ------------ | ------------ | ------ | ------ |
| Julio Salamanca | -62 kg | 120 kg    | 9º     | 155 kg       | 9º           | 255 kg | 10º    |

### Judo
| Atleta             | Evento | Ronda de 64     | Ronda de 32               | Cuartos                      | Semifinal       | Final           | Final     |
| Atleta             | Evento | Rival Resultado | Rival Resultado           | Rival Resultado              | Rival Resultado | Rival Resultado | Puesto    |
| ------------------ | ------ | --------------- | ------------------------- | ---------------------------- | --------------- | --------------- | --------- |
| Juan Diego Turcios | -81 kg | Exento          | R. Moustopoulos G 100-000 | A. Tchrikishvili P 000-000 S | No avanzó       | No avanzó       | No avanzó |

### Natación
| Atleta           | Evento       | Preliminares | Preliminares | Semifinales | Semifinales | Final     | Final     |
| Atleta           | Evento       | Tiempo       | Pos.         | Tiempo      | Pos.        | Tiempo    | Pos.      |
| ---------------- | ------------ | ------------ | ------------ | ----------- | ----------- | --------- | --------- |
| Marcelo Acosta   | 200 m libre  | 1:51,46      | 43.º         | No avanzó   | No avanzó   | No avanzó | No avanzó |
| Marcelo Acosta   | 400 m libre  | 3:48,82      | 22º          | —           | —           | No avanzó | No avanzó |
| Marcelo Acosta   | 1500 m libre | 15:08,17     | 22º          | —           | —           | No avanzó | No avanzó |
| Rebeca Quinteros | 400 m libre  | 4:52,11      | 32.º         | —           | —           | No avanzó | No avanzó |

### Vela
| Atleta           | Evento | Carrera | Carrera | Carrera | Carrera | Carrera | Carrera | Carrera | Carrera | Carrera | Carrera | Carrera | Total puntos | Posición |
| Atleta           | Evento | 1       | 2       | 3       | 4       | 5       | 6       | 7       | 8       | 9       | 10      | M*      | Total puntos | Posición |
| ---------------- | ------ | ------- | ------- | ------- | ------- | ------- | ------- | ------- | ------- | ------- | ------- | ------- | ------------ | -------- |
| Enrique Arathoon | Laser  | 33      | 32      | 28      | 30      | 4       | 3       | 9       | 32      | 18      | 21      | EL      | 177          | 24º      |